# Marion Center (Pensilvania)
Marion Center es un borough ubicado en el condado de Indiana en el estado estadounidense de Pensilvania. En el año 2000 tenía una población de 451 habitantes y una densidad poblacional de 234 personas por km².

## Geografía
Marion Center se encuentra ubicado en las coordenadas 40°46′11″N 79°2′57″O / 40.76972, -79.04917.

## Demografía
Según la Oficina del Censo en 2000 los ingresos medios por hogar en la localidad eran de $27,625 y los ingresos medios por familia eran $31,875. Los hombres tenían unos ingresos medios de $23,125 frente a los $20,625 para las mujeres. La renta per cápita para la localidad era de $12,048. Alrededor del 16.6% de la población estaba por debajo del umbral de pobreza.